# Gan (llengua)

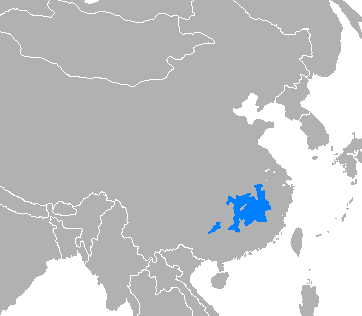
Domini ligüístic del gan.

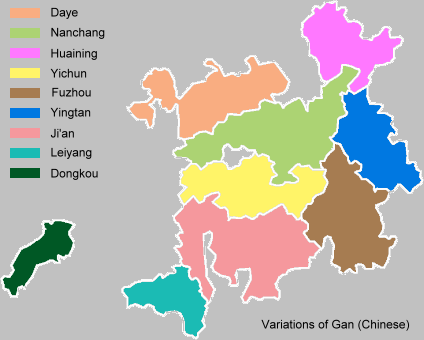
Els dialectes principals del gan.

El gan o ganhua (en xinès simplificat: 赣语; en xinès tradicional: 贛語), també anomenat xinès jiang (江西话) o jiangxi hua, és una de les llengües xineses parlada com a llengua materna per 21,8 milions de persones a la província de Jiangxi, a la Xina, i també a les veïnes Hunan, Hubei, Anhui i Fujian. El hakka és la llengua fonèticament més propera al gan, i sovint se'ls considera un sol subgrup.
El gan es divideix en diversos dialectes, el més significatiu dels quals és el nanchang.